# Callispa flavescens
Callispa flavescens es un insecto coleóptero de la familia Chrysomelidae.
Fue descrita científicamente por primera vez en 1891 por Weise.